# 2020年ティグレ州議会選挙
2020年ティグレ州議会選挙（2020ねんティグレしゅうぎかいせんきょ、英語: 2020 Tigray regional election）は、エチオピア連邦民主共和国ティグレ州における議決機関の一つであるティグレ州議会を構成する議員を全面改選するために行われた選挙である。
ティグレ州議会の大多数を占めていたティグレ人民解放戦線は2020年に予定されていた総選挙がCOVID-19のパンデミックを理由に2021年に延期されたことを根拠として、アビィ・アハメドが首相であり続けることは違法だと主張。そして国に許可を取らずに本選挙を実施した。
本選挙でティグレ人民解放戦線は全190議席のうち152議席を得ることができた。投票率は98.2%。選挙で争われた議席は152議席なので、この選挙でティグレ人民解放戦線は100％の当選率となった。

## 選挙

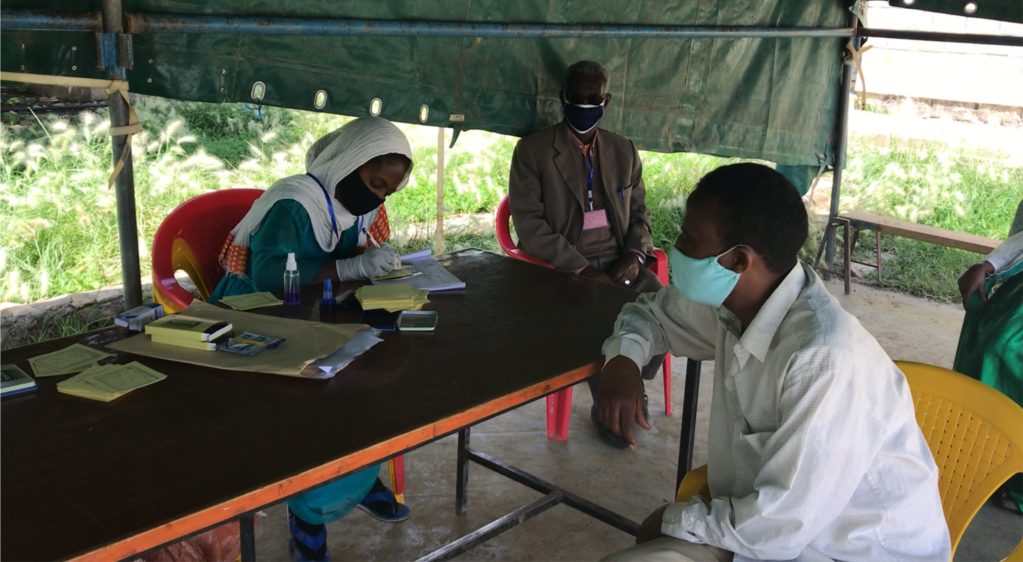
COVID-19のパンデミック下でマスクをしながら投票を行うティグレ州民

France 24の報道によると、高齢化した退役軍人や大学生が選挙に参加するために長い列を作っているとのことだった。
全190議席ある議会の152議席を巡り、5政党から600人の候補者が出馬した。残りの38議席の配分は、参加政党によって後日決定されることとなっていた。
選挙期間中、各政党の党首によるテレビ討論が行われた。野党（ティグレ人民解放戦線以外）は、地域メディアの番組に登場することなどは出来たが、ティグレ人民解放戦線支持者からの脅迫などが届いたと語っている。

### ボイコット
アリーナ・ティグレは「ティグレ人民解放戦線から挑発行為が見られた」ことの他、COVID-19のパンデミック、そして選挙の違法性を理由に、選挙に対するボイコットを行った。その後アリーナ・ティグレに続いてティグレ民主党もボイコットを行った。

## 選挙結果
| 政党                | 政党                           | 得票数    | %     | 獲得議席数 | +/– |
| ------------------- | ------------------------------ | --------- | ----- | ---------- | --- |
|                     | ティグレ人民解放戦線           | 2,590,620 | 98.20 | 152        | 0   |
|                     | 大ティグレ国民会議             | 20,839    | 0.80  | 38         | +38 |
|                     | ティグレ独立党                 | 18,479    | 0.71  | 38         | +38 |
|                     | サルセイ・ウェイヤネ・ティグレ | 7,136     | 0.28  | 38         | +38 |
|                     | アシンバ民主党                 | 774       | 0.01  | 38         | +38 |
| 無効票/空白票       | 無効票/空白票                  |           |       | –          | –   |
| 合計                | 合計                           | 2,633,848 | 100   | 190        | +38 |
| 有権者登録数/投票率 | 有権者登録数/投票率            |           | 97.0  | –          | –   |
| 出典: BBC News      |                                |           |       |            |     |

2020年9月11日、アムハラ語版BBCは、選挙戦で争った152議席中152議席がティグレ人民解放戦線の獲得となったため、残った38議席は野党もしくは無所属に割り振られることとなった。
2020年9月の現地報道では、ティグライ州議会は4つの野党に16議席を割り当てた。
|                     | 大ティグレ国民会議             | 8  | +8  |
|                     | ティグレ独立党                 | 5  | +5  |
|                     | サルセイ・ウェイヤネ・ティグレ | 2  | +2  |
|                     | アシンバ民主党                 | 1  | +1  |
| 合計                | 合計                           | 16 | +16 |
| 出典: Addis Fortune |                                |    |     |